# Colchester (Connecticut, város)
Colchester város az USA Connecticut államában, New London megyében. Lakosainak száma 15 555 fő (2020. április 1.).

## Népesség
A település népességének változása:

| 2010 | 16 068 |
| 2020 | 15 555 |